# Hamotus opimus
Hamotus opimus är en skalbaggsart som beskrevs av Fletcher 1932. Hamotus opimus ingår i släktet Hamotus och familjen kortvingar. Inga underarter finns listade i Catalogue of Life.